# Campeonato Paulista de Futebol de 2021 - Segunda Divisão
A Segunda Divisão do Campeonato Paulista de 2021 foi a quadragésima sexta edição desta competição de futebol, equivalente ao quarto escalão do estado e organizada pela Federação Paulista de Futebol (FPF).
A competição foi composta de cinco fases e disputada por 30 equipes entre os dias 22 de agosto e 30 de outubro. Na primeira fase, os participantes foram divididos em cinco grupos, pelos quais os integrantes enfrentaram os adversários da própria chave em jogos de turno e returno. Nas fases eliminatórias, o resultado agregado das duas partidas definiram quem avançou à fase seguinte. Dessa forma, as 16 equipes restantes foram a cada fase reduzidas à metade até a final.
O União Suzano conquistou o título da edição após vencer a Matonense na decisão. Este também garantiu o acesso para a Série A3 de 2022. O União Suzano ganhou o primeiro título profissional da sua história, tornando-se o primeiro campeão invicto da Segunda Divisão desde a unificação do torneio em 2005.

## Formato e participantes
Em sua quadragésima sexta edição, o quarto escalão do estado foi disputado em cinco fases, sendo uma em formato de pontos corridos e quatro eliminatórias. Na primeira, as 30 equipes participantes foram divididas em cinco grupos, pelos quais os integrantes enfrentaram os adversários da própria chave em jogos de turno e returno. Ao término da fase inicial, os três melhores colocados de cada grupo e o melhor quarto colocado se classificaram.
Por outro lado, as quatro fases seguintes foram compostas por jogos eliminatórios, definidos de acordo com a classificação geral. Conforme preestabelecido no regulamento, o resultado agregado das duas partidas definiram quem avançou à fase seguinte. Assim, as 16 equipes restantes foram a cada fase reduzidas à metade até a final. Em caso de igualdades, a vaga ficou com a equipe de melhor campanha geral.
| Equipe             | Cidade                  | Participações | Títulos         | Ref.  |
| ------------------ | ----------------------- | ------------- | --------------- | ----- |
| América-SP         | São José do Rio Preto   | 6             | —               | [ 9 ] |
| Assisense          | Assis                   | 15            | —               | [ 9 ] |
| Atlético Mogi      | Mogi das Cruzes         | 13            | —               | [ 9 ] |
| Barcelona          | São Paulo               | 10            | —               | [ 9 ] |
| Catanduva          | Catanduva               | 2             | —               | [ 9 ] |
| Colorado Caieiras  | Caieiras                | —             | —               | [ 9 ] |
| ECUS               | Suzano                  | 12            | —               | [ 9 ] |
| Fernandópolis      | Fernandópolis           | 26            | 2 (1979 e 1994) | [ 9 ] |
| Flamengo-SP        | Guarulhos               | 4             | 1 (2000)        | [ 9 ] |
| Grêmio Prudente    | Presidente Prudente     | 10            | 1 (2007)        | [ 9 ] |
| Guarulhos          | Guarulhos               | 29            | —               | [ 9 ] |
| Independente-SP    | Limeira                 | 11            | 2 (1999 e 2011) | [ 9 ] |
| Inter de Bebedouro | Bebedouro               | 14            | —               | [ 9 ] |
| Itapirense         | Itapira                 | 6             | 1 (1969)        | [ 9 ] |
| Manthiqueira       | Guaratinguetá           | 9             | 1 (2017)        | [ 9 ] |
| Matonense          | Matão                   | 13            | 2 (1995 e 2013) | [ 9 ] |
| Mauá               | Mauá                    | 3             | —               | [ 9 ] |
| Mauaense           | Mauá                    | 21            | 1 (2003)        | [ 9 ] |
| Mogi Mirim         | Mogi Mirim              | 1             | —               | [ 9 ] |
| Osvaldo Cruz       | Osvaldo Cruz            | 9             | —               | [ 9 ] |
| Paulista           | Jundiaí                 | 2             | 1 (2019)        | [ 9 ] |
| Rio Branco-SP      | Americana               | 2             | —               | [ 9 ] |
| Santacruzense      | Santa Cruz do Rio Pardo | 6             | —               | [ 9 ] |
| Sãocarlense        | São Carlos              | 3             | —               | [ 9 ] |
| São Carlos         | São Carlos              | 2             | 2 (2005 e 2015) | [ 9 ] |
| Taquaritinga       | Taquaritinga            | 11            | 1 (1997)        | [ 9 ] |
| União Mogi         | Mogi das Cruzes         | 14            | 1 (2006)        | [ 9 ] |
| União Suzano       | Suzano                  | 14            | —               | [ 9 ] |
| VOCEM              | Assis                   | 8             | —               | [ 9 ] |
| XV de Jaú          | Jaú                     | 6             | —               | [ 9 ] |

## Resultados
Os resultados das partidas da competição estão apresentados nos chaveamentos abaixo. A primeira fase foi disputada por pontos corridos, com os seguintes critérios de desempates sendo adotados em caso de igualdades: número de vitórias, saldo de gols, número de gols marcados, número de cartões vermelhos recebidos, número cartões amarelos recebidos e sorteio. Por outro lado, as fases eliminatórias consistiram de partidas de ida e volta, as equipes mandantes da primeira partida estão destacadas em itálico e as vencedoras do confronto, em negrito. Conforme preestabelecido no regulamento, o resultado agregado das duas partidas definiram quem avançou à final, que foi disputada por União Suzano e Matonense e vencida pela primeira equipe, que se tornou campeã da edição.

### Fases finais
|  | Oitavas de final              | Oitavas de final              | Oitavas de final              | Oitavas de final              |   |                 | Quartas de final  | Quartas de final  | Quartas de final  | Quartas de final  |  |                 | Semifinais         | Semifinais         | Semifinais         | Semifinais         |           |   | Final              | Final              | Final              | Final              |
|  | 29 de setembro a 2 de outubro | 29 de setembro a 2 de outubro | 29 de setembro a 2 de outubro | 29 de setembro a 2 de outubro |   |                 | 6 a 10 de outubro | 6 a 10 de outubro | 6 a 10 de outubro | 6 a 10 de outubro |  |                 | 17 a 24 de outubro | 17 a 24 de outubro | 17 a 24 de outubro | 17 a 24 de outubro |           |   | 27 e 30 de outubro | 27 e 30 de outubro | 27 e 30 de outubro | 27 e 30 de outubro |
|  |                               |                               |                               |                               |   |                 |                   |                   |                   |                   |  |                 |                    |                    |                    |                    |           |   |                    |                    |                    |                    |
|  | VOCEM                         | 1                             | 1                             | 2                             |   |                 |                   |                   |                   |                   |  |                 |                    |                    |                    |                    |           |   |                    |                    |                    |                    |
|  | XV de Jaú                     | 0                             | 0                             | 0                             |   |                 |                   |                   |                   |                   |  |                 |                    |                    |                    |                    |           |   |                    |                    |                    |                    |
|  | XV de Jaú                     | 0                             | 0                             | 0                             |   | VOCEM           | 3                 | 1                 | 4                 |                   |  |                 |                    |                    |                    |                    |           |   |                    |                    |                    |                    |
|  |                               |                               |                               |                               |   | VOCEM           | 3                 | 1                 | 4                 |                   |  |                 |                    |                    |                    |                    |           |   |                    |                    |                    |                    |
|  |                               | Rio Branco-SP                 | 0                             | 1                             | 1 |                 |                   |                   |                   |                   |  |                 |                    |                    |                    |                    |           |   |                    |                    |                    |                    |
|  | Catanduva                     | Rio Branco-SP                 | 0                             | 1                             | 1 | 0               | 0                 | 0                 |                   |                   |  |                 |                    |                    |                    |                    |           |   |                    |                    |                    |                    |
|  | Catanduva                     |                               |                               |                               |   | 0               | 0                 | 0                 |                   |                   |  |                 |                    |                    |                    |                    |           |   |                    |                    |                    |                    |
|  | Rio Branco-SP (mc.)           | 0                             | 0                             | 0                             |   |                 |                   |                   |                   |                   |  |                 |                    |                    |                    |                    |           |   |                    |                    |                    |                    |
|  | Rio Branco-SP (mc.)           | 0                             | 0                             | 0                             |   |                 |                   |                   |                   |                   |  | VOCEM           | 0                  | 0                  | 0                  |                    |           |   |                    |                    |                    |                    |
|  |                               |                               |                               |                               |   |                 |                   |                   |                   |                   |  | VOCEM           | 0                  | 0                  | 0                  |                    |           |   |                    |                    |                    |                    |
|  |                               | Matonense                     | 0                             | 1                             | 1 |                 |                   |                   |                   |                   |  |                 |                    |                    |                    |                    |           |   |                    |                    |                    |                    |
|  | Sãocarlense                   | Matonense                     | 0                             | 1                             | 1 | 1               | 0                 | 1                 |                   |                   |  |                 |                    |                    |                    |                    |           |   |                    |                    |                    |                    |
|  | Sãocarlense                   |                               |                               |                               |   | 1               | 0                 | 1                 |                   |                   |  |                 |                    |                    |                    |                    |           |   |                    |                    |                    |                    |
|  | Mauá                          | 0                             | 0                             | 0                             |   |                 |                   |                   |                   |                   |  |                 |                    |                    |                    |                    |           |   |                    |                    |                    |                    |
|  | Mauá                          | 0                             | 0                             | 0                             |   | Sãocarlense     | 0                 | 1                 | 1                 |                   |  |                 |                    |                    |                    |                    |           |   |                    |                    |                    |                    |
|  |                               |                               |                               |                               |   | Sãocarlense     | 0                 | 1                 | 1                 |                   |  |                 |                    |                    |                    |                    |           |   |                    |                    |                    |                    |
|  |                               | Matonense                     | 0                             | 2                             | 2 |                 |                   |                   |                   |                   |  |                 |                    |                    |                    |                    |           |   |                    |                    |                    |                    |
|  | Inter de Bebedouro            | Matonense                     | 0                             | 2                             | 2 | 0               | 0                 | 0                 |                   |                   |  |                 |                    |                    |                    |                    |           |   |                    |                    |                    |                    |
|  | Inter de Bebedouro            |                               |                               |                               |   | 0               | 0                 | 0                 |                   |                   |  |                 |                    |                    |                    |                    |           |   |                    |                    |                    |                    |
|  | Matonense                     | 1                             | 3                             | 4                             |   |                 |                   |                   |                   |                   |  |                 |                    |                    |                    |                    |           |   |                    |                    |                    |                    |
|  | Matonense                     | 1                             | 3                             | 4                             |   |                 |                   |                   |                   |                   |  |                 |                    |                    |                    |                    | Matonense | 1 | 0                  | 1                  |                    |                    |
|  |                               |                               |                               |                               |   |                 |                   |                   |                   |                   |  |                 |                    |                    |                    |                    |           | 1 | 0                  | 1                  |                    |                    |
|  |                               | União Suzano                  | 2                             | 0                             | 2 |                 |                   |                   |                   |                   |  |                 |                    |                    |                    |                    |           |   |                    |                    |                    |                    |
|  | Grêmio Prudente               | União Suzano                  | 2                             | 0                             | 2 | 2               | 0                 | 2                 |                   |                   |  |                 |                    |                    |                    |                    |           |   |                    |                    |                    |                    |
|  | Grêmio Prudente               |                               |                               |                               |   | 2               | 0                 | 2                 |                   |                   |  |                 |                    |                    |                    |                    |           |   |                    |                    |                    |                    |
|  | Paulista                      | 0                             | 1                             | 1                             |   |                 |                   |                   |                   |                   |  |                 |                    |                    |                    |                    |           |   |                    |                    |                    |                    |
|  | Paulista                      | 0                             | 1                             | 1                             |   | Grêmio Prudente | 3                 | 0                 | 3                 |                   |  |                 |                    |                    |                    |                    |           |   |                    |                    |                    |                    |
|  |                               |                               |                               |                               |   | Grêmio Prudente | 3                 | 0                 | 3                 |                   |  |                 |                    |                    |                    |                    |           |   |                    |                    |                    |                    |
|  |                               | Flamengo-SP                   | 1                             | 0                             | 1 |                 |                   |                   |                   |                   |  |                 |                    |                    |                    |                    |           |   |                    |                    |                    |                    |
|  | União Mogi                    | Flamengo-SP                   | 1                             | 0                             | 1 | 0               | 0                 | 0                 |                   |                   |  |                 |                    |                    |                    |                    |           |   |                    |                    |                    |                    |
|  | União Mogi                    |                               |                               |                               |   | 0               | 0                 | 0                 |                   |                   |  |                 |                    |                    |                    |                    |           |   |                    |                    |                    |                    |
|  | Flamengo-SP                   | 0                             | 1                             | 1                             |   |                 |                   |                   |                   |                   |  |                 |                    |                    |                    |                    |           |   |                    |                    |                    |                    |
|  | Flamengo-SP                   | 0                             | 1                             | 1                             |   |                 |                   |                   |                   |                   |  | Grêmio Prudente | 2                  | 0                  | 2                  |                    |           |   |                    |                    |                    |                    |
|  |                               |                               |                               |                               |   |                 |                   |                   |                   |                   |  | Grêmio Prudente | 2                  | 0                  | 2                  |                    |           |   |                    |                    |                    |                    |
|  |                               | União Suzano                  | 3                             | 4                             | 7 |                 |                   |                   |                   |                   |  |                 |                    |                    |                    |                    |           |   |                    |                    |                    |                    |
|  | Taquaritinga                  | União Suzano                  | 3                             | 4                             | 7 | 1               | 0                 | 1                 |                   |                   |  |                 |                    |                    |                    |                    |           |   |                    |                    |                    |                    |
|  | Taquaritinga                  |                               |                               |                               |   | 1               | 0                 | 1                 |                   |                   |  |                 |                    |                    |                    |                    |           |   |                    |                    |                    |                    |
|  | Independente-SP (mc.)         | 1                             | 0                             | 1                             |   |                 |                   |                   |                   |                   |  |                 |                    |                    |                    |                    |           |   |                    |                    |                    |                    |
|  | Independente-SP (mc.)         | 1                             | 0                             | 1                             |   | Independente-SP | 0                 | 1                 | 1                 |                   |  |                 |                    |                    |                    |                    |           |   |                    |                    |                    |                    |
|  |                               |                               |                               |                               |   | Independente-SP | 0                 | 1                 | 1                 |                   |  |                 |                    |                    |                    |                    |           |   |                    |                    |                    |                    |
|  |                               | União Suzano (mc.)            | 0                             | 1                             | 1 |                 |                   |                   |                   |                   |  |                 |                    |                    |                    |                    |           |   |                    |                    |                    |                    |
|  | Colorado Caieiras             | União Suzano (mc.)            | 0                             | 1                             | 1 | 0               | 0                 | 0                 |                   |                   |  |                 |                    |                    |                    |                    |           |   |                    |                    |                    |                    |
|  | Colorado Caieiras             |                               |                               |                               |   | 0               | 0                 | 0                 |                   |                   |  |                 |                    |                    |                    |                    |           |   |                    |                    |                    |                    |
|  | União Suzano                  | 2                             | 2                             | 4                             |   |                 |                   |                   |                   |                   |  |                 |                    |                    |                    |                    |           |   |                    |                    |                    |                    |